# 옆집 천사님 때문에 어느샌가 인간적으로 타락한 사연
《옆집 천사님 때문에 어느샌가 인간적으로 타락한 사연》(お隣の天使様にいつの間にか駄目人間にされていた件 오토나리노 덴시사마니 이쓰노마니카 다메 닌겐니 사레테이타 겐[*])는 사에키상이 쓴 일본의 라이트 노벨 작품이다. 소설가가 되자에서 2018년 12월부터 연재 중이다. 서적판은 GA 문고(SB 크리에이티브)에서 2019년 6월부터 간행되고 있으며, 일러스트는 1권 판매시는 카즈타케 하자노가 담당하고 있었지만 후에 본인으로부터 강판의 신청이 있었기 때문에, 2권부터는 하네고토가 담당하게 되고, 그 이후에 판매되는 1권의 커버 일러스트도 하네고토와 제작한 물건으로 변경되었다. 약칭은 옆집 천사님(お隣の天使様).
《이 라이트 노벨이 대단해!》 문고 부문에서 2020년판부터 2년 연속 10위.  2022년에 문고 부문 6위, 2023년에 4위, 그리고 2024년에는 문고 부문, 여성 캐릭터 부문, 남성 캐릭터 부문, 일러스트레이터 부문 모두 1위를 달성했다. 2022년 12월 시점에서 시리즈 누계 발행 부수는 100만 부를 돌파했다.

## 줄거리
고등학교 1학년 가을, 공원에서 비에 젖은 채 움직이지 않는 학교 최고의 미소녀 '천사님' 시이나 마히루를 보다 못해 본인이 쓰고 있던 우산을 떠맡듯이 빌려준 후지미야 아마네는 감기에 걸리고 만다. 우산을 돌려주러 온 마히루는 그 일에 죄책감을 품고 간병을 해주겠다고 하였으나 이웃인 아마네의 엉망진창인 생활을 보고 어이가 없어 청소를 도와주거나 반찬을 해주거나 해주게 되고, 방에서 저녁을 만들어 식사를 함께 하게 되었다.
만들어진 이미지인 '천사님'에 관심이 없지만 신사적인 아마네와 '천사님'으로서가 아니라 솔직하고 신랄한 태도를 보여주는 마히루.
같은 시간을 공유하면서 두 사람은 서서히 마음을 터놓고 서로에 대해 알게 되고 조금씩 끌리게 된다.

## 등장인물
후지미야 아마네(藤宮周)
성우 - 반 타이토
본작의 주인공. 고등학교 1학년이 되면서 혼자 생활을 시작해 1SLDK의 방에 살고 있다. 정리 정돈을 못하고 식사는 편의점 도시락이나 영양보충제, 또는 외식으로 끝난다. 생일은 11월 8일.
시이나 마히루(椎名真昼)
성우 - 이와미 마나카
본작의 히로인. 가련한 미소녀의 풍모로부터 비유적으로 '천사님'이라고 불린다. 아마네의 옆의 방에 산다. 정기 고사에서 항상 1위를 획득해 체육 수업에서도 활약하는 문무양도의 소녀. 생일은 12월 6일.
아카사와 이츠키(赤澤樹)
성우 - 야시로 타쿠
아마네의 클래스메이트이자 악우. 생일은 3월 4일
시라카와 치토세(白河千歳)
성우 - 시라이시 하루카
이츠키의 연인. 단, 이츠키의 아버지와는 사이가 나쁘다. 생일은 5월 5일
후지미야 슈토(藤宮修斗)
성우 - 후루카와 마코토
아마네의 아버지.
후지미야 시호코(藤宮志保子)
성우 - 카네모토 히사코
아마네의 어머니
시이나 사요(椎名小夜)
성우 - 나카하라 마이
마히루의 어머니.
카도와키 유타(門脇優太)
성우 - 오노 켄쇼
아마네의 동급생. 육상부의 에이스로 여자들에게 인기가 많다.

## TV 애니메이션
2022년 1월에 텔레비전 애니메이션화가 발표되어, 2023년 1월부터 3월까지 TOKYO MX 등에서 방송되었다. 또, 제2기의 제작이 결정되었다.

### 스태프
- 원작 - 사에키상(佐伯さん)[4]
- 감독 - 왕리화(王麗花)[4]
- 감수 - 이마이즈미 켄이치(今泉賢一)[4]
- 시리즈 구성 - 오오치 케이이치로(大知慶一郎)[4]
- 캐릭터 디자인 - 노구치 타카유키(野口孝行)[4]
- 프롭 디자인 - 신야 마히루(新谷真昼)
- 미술 감독 - 미야케 마사카즈(三宅昌和)[4]
- 색채 설계 - 아리오 유키코(有尾由紀子)[4]
- CG 라인 디렉터 - 사이토 타케시(齋藤威志)
- 촬영 감독 - 카미죠 토모야(上條智也)[4]
- 편집 - 탄 아야코(丹 彩子)[4]
- 음향 감독 - 아케타가와 진(明田川仁)
- 음악 - 휴우가 모에(日向萌)[4]
- 음악 프로듀서 - 아리마 유이(有馬由衣)
- 음악 제작 - 도호 뮤직, 미라클 버스
- 치프 프로듀서 - 타카하시 아츠시(高橋敦司), 타케이 카츠히로(武井克弘), 나가세 미츠코(長瀬奈津子), 이토 히로시(伊藤裕史), 소토카와 아키히로(外川明宏), 나카지 료스케(中路亮輔), 야마시타 료헤이(山下良平)
- 프로듀서 - 타구치 쇼이치로(田口翔一朗), 마츠모토 카즈키(松本一貴), 미와 야스시(三輪靖史), 미우라 후미(三浦 史), 사토 준(佐藤潤), 토미하라 히로키(富原大稀), 카네코 히로타카(金子広孝)
- 애니메이션 프로듀서 - 코타니 사토시(糀谷智司)
- 애니메이션 제작 - project No.9[4]
- 제작 - 애니 '옆집 천사님' 제작위원회

### 주제가
GIFT(ギフト)
오오이시 마사요시에 의한 오프닝 테마. 작사·작곡·편곡은 오오이시 마사요시 명의.
Little Love Song(小さな恋のうた)
시이나 마히루(이와미 마나카)에 의한 엔딩 테마. 작사는 우에즈 키요사쿠, 작곡은 MONGOL800, 편곡은 야마다 코헤이.
Love Song(愛唄)
시이나 마히루(이와미 마나카)에 의한 제7화 엔딩 테마. 작사·작곡은 GReeeeN, 편곡은 한다 츠바사.
For You Only(君に届け)
시이나 마히루(이와미 마나카)에 의한 제12화 엔딩 테마. 작사는 야마무라 류타, 작곡은 야마무라 류타, 편곡은 한다 츠바사.

### 방영 목록
| 화수 | 제목                                                                                                | 그림 콘티                           | 연출            | 작화 감독                                                                                           | 총작화 감독                | 방송일         |
| ---- | --------------------------------------------------------------------------------------------------- | ----------------------------------- | --------------- | --------------------------------------------------------------------------------------------------- | -------------------------- | -------------- |
| #01  | 天使様との出会い 천사님과의 만남                                                                    | 이마이즈미 켄이치                   | 와카바야시 칸지 | 요시오카 토시유키 시게쿠니 히로코 키노시타 유키 츠카모토 아유무                                     | 노구치 타카유키            | 2023년 1월 7일 |
| #02  | 天使様と夕食 천사님과 저녁 식사                                                                     | 이마이즈미 켄이치                   | 야마우치 토미오 | 미즈노 타카히로 사쿠라이 타쿠로 와타나베 케이타 모리데 츠요시 츠카모토 아유무                       | 오가와 에리 사토 카츠유키  | 1월 14일       |
| #03  | 天使様へのご褒美 천사님에게 주는 상                                                                 | 이마이즈미 켄이치                   | 시라이시 미치타 | 카와하라 쿠미코 오오노 츠토무 Studio EverGreen 24FPS                                                | 노구치 타카유키            | 1월 21일       |
| #04  | クリスマスの天使様 크리스마스의 천사님                                                              | 이마이즈미 켄이치                   | 오쿠노 히로유키 | 우치노 아키오 시미즈 카츠유키 邸錦 세븐시즈                                                         | 노구치 타카유키            | 1월 28일       |
| #05  | 天使様と初詣 천사님과 새해 참배                                                                     | 이마이즈미 켄이치                   | 야마우치 토미오 | 와타나베 케이타 오오노 츠토무 SAS Studio EverGreen 원오더 胡慶丹 陳如水 STUDIO MASSKET              | 노구치 타카유키 千支羽久遠 | 2월 4일        |
| #06  | 天使様の贈り物 천사님의 선물                                                                        | 이마이즈미 켄이치 나카야마 타케히로 | 시라이시 미치타 | 시게쿠니 히로코 와타나베 케이타 이상민 사쿠라이 타쿠로 타카세 유리코 Revival 글렌 세븐시즈          | 노구치 타카유키            | 2월 11일       |
| #07  | 天使様との約束 천사님과의 약속                                                                      | 이마이즈미 켄이치 타카하시 마사유키 | 카토 아키라     | 오오노 츠토무 STUDIO EverGreen 4FPS Revival 글렌 SAS                                                | 노구치 타카유키            | 2월 18일       |
| #08  | 新学期の天使様 신학기의 천사님                                                                      | 이마이즈미 켄이치                   | 야마우치 토미오 | 오오노 츠토무 와타나베 케이타 Studio EverGreen Triple A Revival Rad Plus 스튜디오 CL 4tune          | 노구치 타카유키            | 2월 25일       |
| #09  | 天使様とお出かけ 천사님과 외출                                                                      | 이마이즈미 켄이치                   | 오쿠노 히로유키 | 와타나베 케이타 글렌 板絵動画                                                                       | 노구치 타카유키            | 3월 4일        |
| #10  | 夢の中の天使様 꿈속의 천사님                                                                        | 이마이즈미 켄이치                   | 마타노 히로미치 | Studio EverGreen 24FPS 원오더 Revival 와타나베 케이타                                               | -                          | 3월 11일       |
| #11  | お隣の天使様に いつの間にか駄目人間にされていた 옆집 천사님 때문에 어느샌가 인간적으로 타락해있었다 | 이마이즈미 켄이치                   | 赤坂安兵衛      | 4tune Studio EverGreen 원오더 STUDIO MASSKET Triple A 시게쿠니 히로코 오오노 츠토무 와타나베 케이타 | -                          | 3월 18일       |
| #12  | 臆病だった自分にさようならを 겁쟁이였던 스스로에게 작별을                                           | 이마이즈미 켄이치                   | 나카노 타케조   | 글렌 와타나베 케이타                                                                                | 노구치 타카유키            | 3월 25일       |